# Kjell Carlström
Kjell Carlström (ur. 18 października 1976 w Porvoo) – fiński kolarz szosowy startujący wśród zawodowców w latach 2002 - 2011, zwycięzca na etapie Paryż-Nicea (2008), dziewiąty kolarz Tour de Pologne 2008. Jako amator wygrał wyścig Dookoła Serbii (1999).
W grudniu 2011, gdy jego dotychczasowa drużyna Sky Procycling nie przedłużyła z nim kontraktu, wycofał się z zawodowego kolarstwa. 

## Najważniejsze osiągnięcia
- 1998
  - 2. miejsce w mistrzostwach Finlandii (start wspólny)
- 1999
  - 1. miejsce w Tour de Serbie
- 2002
  - 3. miejsce w mistrzostwach Finlandii (start wspólny)
- 2003
  - 1. miejsce na 7. etapie Tour of Queensland
  - 2. miejsce w mistrzostwach Finlandii (start wspólny)
  - 2. miejsce w mistrzostwach Finlandii (jazda ind. na czas)
- 2004
  -  1. miejsce w mistrzostwach Finlandii (start wspólny)
  - 1. miejsce w Uniqa Classic
    - 1. miejsce na 2. etapie
- 2005
  - 1. miejsce na 3. etapie Uniqa Classic
- 2006
  - 2. na 8 etapie w Tour de France
- 2007
  - 2. miejsce w mistrzostwach Finlandii (start wspólny)
- 2008
  - 1. miejsce na 3. etapie Paryż-Nicea
  - 2. miejsce w mistrzostwach Finlandii (start wspólny)
  - 3. miejsce w Klasika Primavera
  - 7. miejsce w Tour Down Under
  - 9. miejsce w Tour de Pologne
- 2009
  -  1. miejsce w mistrzostwach Finlandii (start wspólny)
- 2010
  - 2. miejsce w mistrzostwach Finlandii (start wspólny)
- 2011
  -  1. miejsce w mistrzostwach Finlandii (start wspólny)